# Cosmo Duff-Gordon

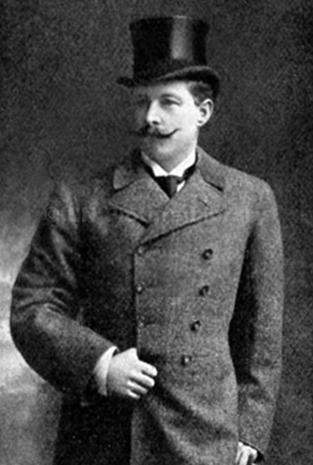
Cosmo Duff Gordon im Jahr 1896

Sir Cosmo Edmund Duff-Gordon, 5. Baronet (* 22. Juli 1862 in London; † 20. April 1931 in South Kensington) war ein britischer Sportfechter und Großgrundbesitzer, der bei den Olympischen Zwischenspielen 1906 die Silbermedaille mit der Degenmannschaft gewann und im April 1912 den Untergang der Titanic überlebte.

## Biographie
Cosmo Edmund Duff Gordon wurde 1862 als ältester Sohn von Cosmo Lewis Duff Gordon (1812–1876) und dessen Gattin Anna Maria Antrobus († 1898) geboren.
1896 erbte er von einem Cousin den 1813 geschaffenen britischen Adelstitel 5. Baronet, of Halkin in the County of Ayr. Im selben Jahr lernte er die britische Modeschöpferin und Designerin Lucy Christiana Sutherland, Schwester der Schriftstellerin und Drehbuchautorin Elinor Glyn, kennen, die er 1900 heiratete.
1906 nahm er an den Olympischen Zwischenspielen in Athen teil und holte mit der Degenmannschaft die Silbermedaille. Bei den Olympischen Sommerspielen 1908 in London war er Mitglied des Organisationskomitees der Fechtveranstaltungen.

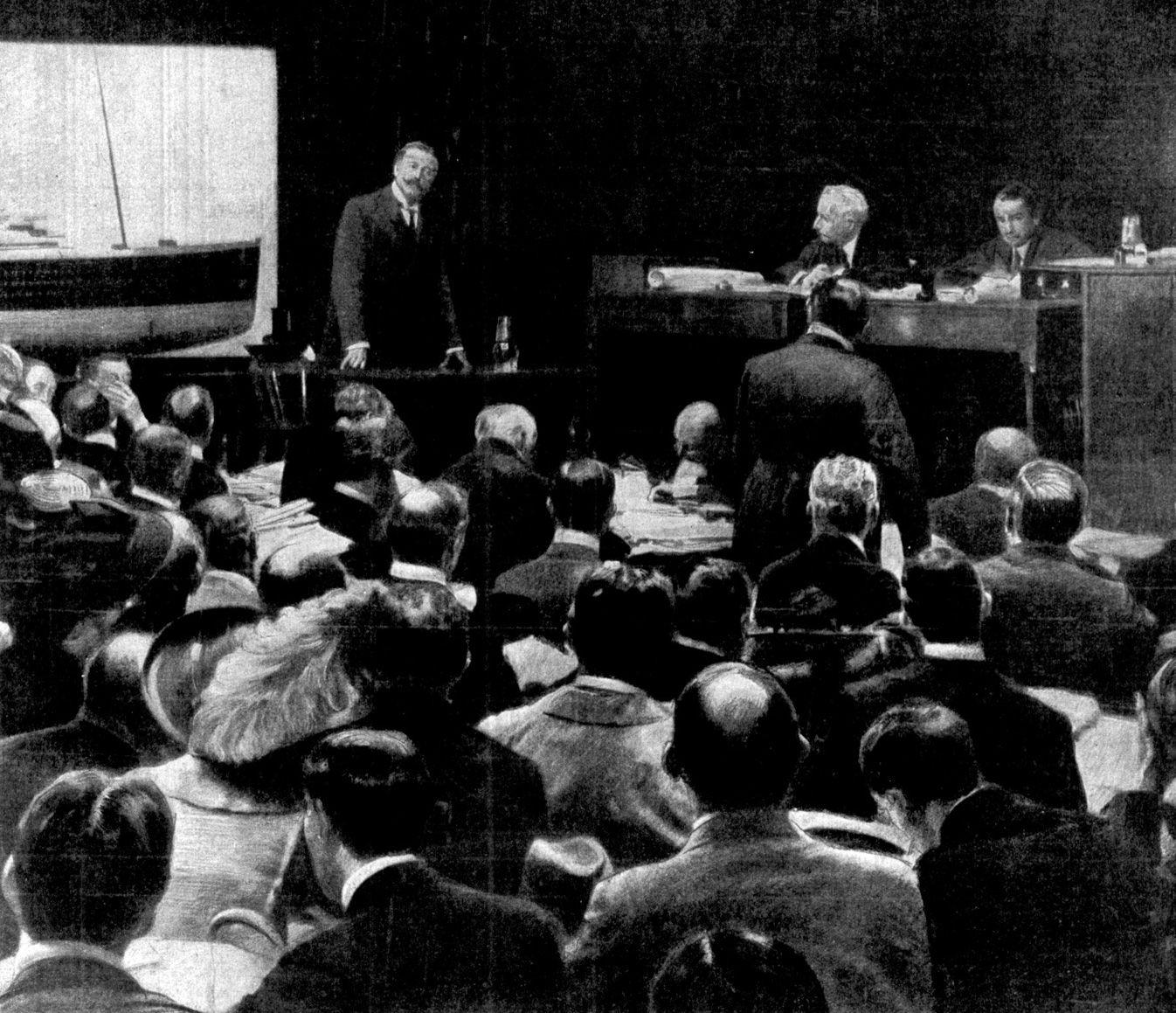
Duff Gordon vor dem britischen Untersuchungsausschuss (aus The Graphic, 22. Mai 1912)

1912 war Duff Gordon mit seiner Frau und deren Sekretärin Laura Mabel Francatelli Passagier der Titanic, die am 14. April um 23:40 Uhr auf dem Nordatlantik mit einem Eisberg kollidierte und am 15. April um 2:20 Uhr sank. Er geleitete seine Gattin und ihre Sekretärin gegen 1:00 Uhr zum Rettungsboot Nr. 1 und hatte dabei das Glück, an den ersten Offizier William M. Murdoch zu geraten, der den so genannten Birkenhead-Grundsatz „Frauen und Kinder zuerst!“ nicht ganz so streng wie einige seiner Kollegen auslegte und ihn auf Nachfrage ebenfalls einsteigen ließ. So gelangte er später an Bord der zur Rettung herbeigeeilten Carpathia. Dort zahlte er den Mannschaftsmitgliedern der Titanic, die sich in seinem Boot befunden hatten, jeweils zuvor versprochene fünf Pfund als Dank und Entschädigung für den Verlust ihrer Habseligkeiten und ihren Verdienstausfall (mit dem Versinken des Schiffs endete auch der Anspruch auf ihre Heuer für die Zeit danach).
Nach seiner Rückkehr nach England wurde Duff Gordon vor den britischen Untersuchungsausschuss zur Katastrophe geladen. Dort musste er den Gerüchten entgegentreten, er habe die Mannschaft des nicht voll besetzten Rettungsbootes bestochen, damit sie nach dem Untergang des Schiffes nicht zur Unglücksstelle zurückrudere, um mögliche Überlebende aufzunehmen, die das Boot eventuell zu einem befürchteten Kentern hätten bringen können. Im Abschlussbericht des Ausschusses wurde er jedoch von jedem Vorwurf freigesprochen.
Sir Cosmo Edmund Duff Gordon starb 1931 im Alter von 68 Jahren. Da er kinderlos blieb, erbte sein jüngerer Bruder seinen Adelstitel.
In der Titanic-Verfilmung von 1997 wurde er von Martin Jarvis dargestellt.